# Bătălia din umbră
Bătălia din umbră este un film românesc din 1986 regizat de Andrei Blaier. Rolurile principale au fost interpretate de actorii Dan Condurache, Alexandru Repan, Șerban Ionescu.

## Distribuție
Distribuția filmului este alcătuită din:
- Ilarion Ciobanu — Sg. Oancea
- Valentin Popescu — Werner von Schaft
- Doina Tamaș — Helga
- Virgil Andriescu — Ungureanu
- Dan Condurache — Victor Popescu
- Ștefan Sileanu — Aftanghel
- Eugenia Bosînceanu
- Andrei Codarcea
- Paul Lavric
- Șerban Ionescu — Plt. Ioana
- Rudy Rosenfeld
- Ion Vîlcu — Gică Scânteie
- Adrian Pintea — Adjutantul
- Ecaterina Nazare — Elena
- Constantin Codrescu — Mihai Cernăianu
- Alexandru Repan — Mr. von Schaft
- Mircea Jida

## Primire
Filmul a fost vizionat de 1.790.370 de spectatori în cinematografele din România, după cum atestă o situație a numărului de spectatori înregistrat de filmele românești de la data premierei și până la data de 31 decembrie 2014 alcătuită de Centrul Național al Cinematografiei.